# Partido Popular Cristiano del Sarre
El Partido Popular Cristiano del Sarre  (en alemán: Christliche Volkspartei des Saarlandes, CVP) fue un partido demócrata cristiano, que entre los años 1945 y 1956 existió en el Protectorado del Sarre.

## Historia
Johannes Hoffmann del CVP fue entre 1947 y 1955 el primer ministro del Sarre. El CVP con el primer ministro Hoffmann fue un fuerte defensor del Estatuto del Sarre. Se puso así en contra de la recién fundada CDU Sarre (sección sarrense de la Unión Demócrata Cristiana), que hizo campaña bajo el lema "No Europa sin patria" refiriéndose a una unión del Sarre con la Alemania Occidental, la cual finalmente se produjo. En las elecciones de 1947 y 1952, el CVP obtuvo más del 50% de los votos y la mayoría absoluta en el parlamento. En las elecciones de 1955 sufrió un duro revés, obteniendo un 21,8%.
El CVP se fusionó en 1956 con el Partido del Centro de Sarre, formando el Christliche Volkspartei (CVP), que en 1959 se integró a la CDU. Sin embargo posteriormente el Zentrum retomó sus actividades como partido político independiente.